# Улотрикс
Уло́трикс (лат. Ulothrix) - род многоклеточныx зелёных водорослей из порядка улотриксовых (Ulotrichales). Представители обитают в морских и пресных водах, образуя на подводных предметах тину зелёного цвета. Наиболее широко распространён вид -  улотрикс опоясанный (Ulothrix zonata).

## Жизненный цикл
Размножается преимущественно вегетативно четырехжгутиковыми зооспорами. Половой процесс — изогамия (гаметы одинаковых размеров). Некоторым видам свойственен гетероталлизм. Двужгутиковые гаметы образуются в клетках так же как и зооспоры. Они выходят наружу и сливаются. Зигота после периода покоя прорастает в кодиолум-стадию, куда переходит её ядро. Через некоторое время наступает мейоз, после чего могут быть ещё митозы. В результате образуется 4-8 зооспор, прорастающих в новые нити улотрикса. Все стадии, кроме зигот, гаплоидны. Тип редукции — зиготический (редукция, характеризующаяся мейозом, происходящим в зиготе непосредственно после процесса оплодотворения и приводящая к возникновению гаплоидных особей). Жизненный цикл — гаплофазный.